# 金谷秀夫

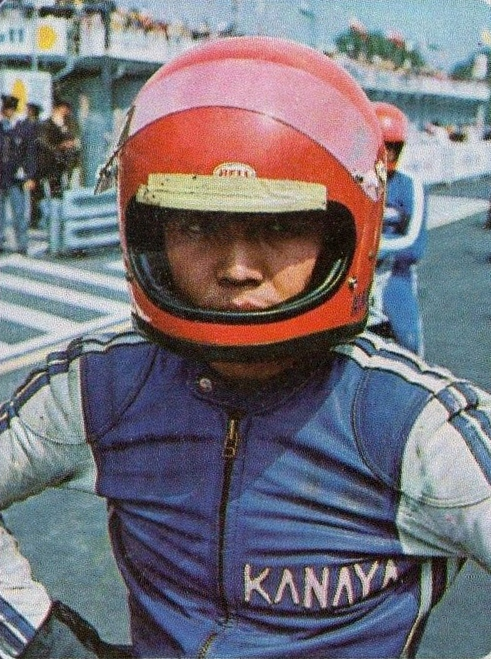
1973年

金谷 秀夫（かなや ひでお、英: Hideo Kanaya、1945年2月3日 - 2013年12月19日）は、元オートバイレーサー、レーシングチーム会長・監督。兵庫県神戸市出身。
1970年代前半の日本国内の2輪レース界で「敵なし」と評される速さを見せた。ヤマハワークスライダーとしてヨーロッパのロードレース世界選手権（世界GP）に参戦し、初戦の西ドイツGP（250ccクラス）でいきなり優勝。さらに世界グランプリ500ccクラスと350ccクラスでの日本人初優勝を達成した。ニックネームは「世界の金谷」。

## 来歴
片山義美主宰の「神戸木の実レーシング」に加入し、伝説の六甲山トレーニングでテクニックを磨く。
「チーム木の実」がカワサキ系チームだったことからカワサキワークスライダーになる。
1967年の日本グランプリで世界GP初参戦。125ccクラスで3位入賞。
1969年の全日本セニア250ccクラスチャンピオンになるが、カワサキがレース活動を縮小したため契約を解除される。
1970年、選抜テストを受けてヤマハワークスに加入。
1971年、全日本セニア251cc以上／同90ccクラスチャンピオン。
1972年、ヤマハワークスライダーとして世界GP250ccクラスに参戦。初戦の西ドイツGP（ニュルブルクリンク）で、世界GP初参戦・初優勝の快挙を成し遂げるが、前半4戦のみ参戦して日本に帰国。
1973年、ヤマハワークスライダーとして世界GP500cc/250ccクラスに参戦。500ccクラス初戦で2位入賞（優勝はヤマハワークスの同僚、ヤーノ・サーリネン）など好成績を挙げる。しかし第4戦イタリアGP（モンツァ）の250ccクラスで発生した多重衝突事故でサーリネンが事故死し、金谷も負傷。ヤマハは喪に服す意味でシーズン後半のグランプリに出場せず、金谷も帰国した。
1974年、年頭のデイトナ200マイルレースで決勝レース中に転倒し、重傷を負う。数ヶ月の入院加療の後、秋のMFJ日本GPでレースに復帰。750ccクラス2位入賞（フォーミュラ・リブレ/改造自由クラス）し復活を果たす。
1975年、ヤマハのエースであるジャコモ・アゴスチーニのサポート役として、再び世界GP500cc/350ccクラスに参戦。初戦のフランスGPで500ccクラス2位。第2戦のオーストリアGPでは500ccクラスと350ccクラスの2クラス制覇という快挙を成し遂げた。しかし第5戦を終えた時点で世界GP参戦を打ち切り日本に帰国。この時点でのランキングは金谷とアゴスチーニが同点1位。前半5戦だけの参戦だったが、金谷は1975年の500ccクラス世界ランキング3位になった。同年秋のMFJ日本GPフォーミュラリブレクラス優勝。
以降は世界GPに参戦することはなくなり、日本国内でヤマハワークスマシンの開発をメインに活動。
1982年のTBCビッグロードレースを最後に現役を引退した。
引退後はヤマハ系の有力チームであるチーム・カナヤの会長として若手を育成、1983年の全日本ロードレース選手権250ccクラスチャンピオンの斉藤光雄、1984年TT-F3クラスチャンピオンの江崎正などを輩出した。レース中継解説者としてTVのロードレース解説、ライディングテクニックに関する書籍の執筆なども行った。また1982年公開の映画『汚れた英雄』ではレースシーンの監修を担当するなど、オートバイライフの社会認知度向上に貢献した。

### エピソード
カワサキに所属していた1966年、富士スピードウェイで開催された全日本選手権ロードレース大会ジュニア部門250ccクラスに出場。アメリカ人ライダーのギャリー・ニクソンと接戦を展開した末に2位になる。金谷はまだジュニア（現在の国内ライセンス）のライダーだったが、その速さはライバルチームにも知れ渡っていた。ヤマハは金谷+カワサキの優勝を絶対に阻むため、アメリカで既に一流ライダーだったニクソンを呼び寄せ、日本のレース統括団体（MFJ）にジュニア登録させるという裏技を使ったと言われる。本場アメリカの一流ライダーと互角に渡り合ったことで、金谷の評価はさらに高まったという意見がある。
1973年の世界GP500/250cc参戦時の同僚であるヤーノ・サーリネンに対し、深い友情と尊敬の念を抱いていたと言われる。サーリネン事故死の後、ライバルチーム（MVアグスタ）のエースだったジャコモ・アゴスチーニがヤマハに加入してきたこと、および翌1974年にアゴスチーニのサポートをさせられることに、金谷は納得できていない面があったとされる。それが1974年デイトナ200での同僚アゴスチーニを抜いてやろうと追いかけている最中に転倒したという転倒・重傷につながったという。
1975年の世界GP参戦時、前半戦のみ出場して帰国したことに対し、波紋が起こった。ヨーロッパのモーター・ジャーナリスト達は、ヤマハが金谷を継続参戦させないことが理解できず、『ランキング1位のお前がなぜ、帰るんだ？』『世界チャンピオンになりたくないのか？』と質問したのに対し、金谷は『勝つのはアゴ（アゴスチーニ）の仕事、俺には日本での（マシン開発の）仕事があるんや！』という名言を残した。
一部で「アゴスチーニにチャンピオンになってもらうため、ヤマハが無理に金谷を帰国させたのではないか？」といった説も存在する。金谷は後のインタビュー等で「エースのサポートとして世界GPの前半戦だけ参戦し、帰国後はマシン開発に当たるというのは、事前に決まっていた。それがエースとサポートの仕事であり、不満などはない。僕は性格的にもセカンドライダーが合っていたと思う」と語っている。